# Nadira
Nadira är ett arabiskt kvinnonamn. Det är den feminina formen av mansnamnet Nadir, som betyder "sällsynt". Det fanns år 2007 104 personer som hade Nadira som förnamn i Sverige, varav 97 som tilltalsnamn.